# Mezőszilas
Mezőszilas é um município da Hungria, situado no condado de Fejér. Tem 64,97 km² de área e sua população em 2015 foi estimada em 2.101 habitantes.